# Гравітаційна нестійкість
Гравітаційна нестійкість (нестійкість Джинса) — наростання з часом просторових флуктуацій швидкості і щільності речовини під дією сил тяжіння (гравітаційних збурень).
Гравітаційна нестійкість веде до утворення неоднорідностей (згустків) у початково однорідному середовищі та супроводжується зменшенням гравітаційної енергії системи, переходить в кінетичну енергію речовини, що стискається, яка, в свою чергу, може переходити в теплову енергію  та випромінювання.
Гравітаційна нестійкість відіграє важливу роль у ряді найважливіших процесів у астрофізиці: від утворення галактик і їхніх скупчень і процесів зореутворення до особливості фізики акреційних дисків.

## Історія
Ідея про гравітаційну нестабільність однорідного середовища висловлена Ісааком Ньютоном у листуванні з Річардом Бентлі в 1692—1693, причому Ньютон висловив припущення, що така нестійкість може бути причиною зореутворення і формування планет:

Однак матерія при падінні могла б збиратися в безліч круглих мас, на зразок тіл планет, а ті, притягаючи одне одного, могли б знайти схильність спуску і в результаті падати не на велике центральне тіло, а в стороні від нього, і, описавши навколо нього півколо, знову почати підніматися тими ж кроками і ступенями руху і швидкості, якими до того вони опускалися, на манер комет, які обертаються навколо Сонця.

Розробка кількісної теорії гравітаційної нестійкості почалася роботами Джеймса Джинса, який розглянув у статті «Стабільність сферичної туманності» (1902) кількісну теорію гравітаційної нестабільності самотяжінної газової хмари. Надалі теорія гравітаційної нестійкості була розширена як на різні типи протидіючих самогравітаційних сил (тиск газу і випромінювання, магнітні поля, відцентрові сили в обертових системах), так і на різні геометричні конфігурації: однорідне середовище (проблема походження галактик і скупчень), плоский шар, осесиметричні системи з неоднорідностями по радіусу, диски.